# Mikkel Kleis
Mikkel Kleis (født 17. august 1980) er en dansk eliteløber som løber for AGF-Atletik.
Kleis blev dansk mester i 2005 i Odense på 1500 meter i tiden 3.55,43. Med 3.47,60 satte han samme år dansk årsbedste, løbet var hans primære distance 1500 meter. Han blev i 2007 til DM-inde i Malmø mester på både 1500 meter og 3000 meter. Til DM i kort cross samme år fik han bronze.
Kleis debuterede 2009 på maratondistancen i Berlin, hvor han løb tiden 2:21:49.
Han vandt Copenhagen Marathon 2010 på tiden 2:22:29 og blev samtidig dansk mester på distansen. Det var en overraskende sejr. Spartaløberen Steen Walter var favorit til løbet og lå i front hele vejen, indtil Kleis overhalede ham på de sidste kilometer. På andenpladsen 25 sekunder efter Kleis kom Alan O'Shea fra Irland. Tredjepladsen knap tre minutter efter gik til Lukas Gurfinkiel fra Polen.
I Berlin Marathon 2010, kom han i mål som nummer 17 i personlig rekord 2,19,33. I det stærkt afrikansk dominerede felt placerede han sig som fjerde bedste europæer.
Kleis som blev færdiguddannet advokat 1. februar 2010, har studeret på Aarhus Universitet 2000-2007 og Hawaii Pacific University 2003-2004.

## Danske mesterskaber
- Guld 2011 Maraton 2:19:12
- Sølv 2011 Halvmaraton 1:07:02
- Sølv 2011 10.000 meter 30:07:48
- Bronze 2011 5000 meter 14.37.40
- Guld 2010 Maraton 2:22:29
- Guld 2010 10.000 meter 30:45:39
- Bronze 2009 10.000 meter 30.56.88
- Sølv 2007 10.000 meter 30.37,43
- Bronze 2007 Kort cross
- Guld 2007 1500 meter inde 3:53.11
- Guld 2007 3000 meter inde 8:28.59
- Sølv 2006 3000 meter inde 8:29.00
- Guld 2005 1500 meter 3:55.43
- Sølv 2005 10km landevej 30.47
- Sølv 2005 1500 meter inde 3.53.68
- Bronze 2005 3000 meter inde 8:20.63

## Personlige rekorder
- 800 meter: 1.53,21
- 1500 meter: 3.47,60
- 3000 meter: 8.20 (indendørs)
- 5000 meter: 14.23
- 10000 meter: 30.07
- Halvmaraton: 1.07,02
- Maraton: 02,19,12 H.C. Andersen Marathon 2011

## Ekstern henvisning
- Statletik-profil (Webside ikke længere tilgængelig)
- DAF i tal – Mikkel Kleis Arkiveret 10. juli 2007 hos  Wayback Machine

|  | Artiklen om Mikkel Kleis kan blive bedre, hvis der indsættes et (bedre) billede Du kan hjælpe ved at afsøge Wikimedia Commons for et passende billede eller uploade et godt billede til Wikimedia Commons iht. de tilladte licenser og indsætte det i artiklen. |

| Atletikudøver | Spire Denne biografi om en dansk atletikudøver er en spire som bør udbygges. Du er velkommen til at hjælpe Wikipedia ved at udvide den. |